# 彼得·佐洛特卡
彼得·佐洛特卡（捷克語：Peter Colotka；1925年1月10日—2019年4月20日），捷克斯洛伐克共产党领导人、斯洛伐克前总理。

## 荣誉
- 社会主义劳动英雄荣誉称号及金星奖章（1984年12月20日）[2]
- 克莱门特·哥特瓦尔德勋章（1984年12月20日）[3]
- 胜利的二月勋章（1973年2月20日）[4]
- 共和国勋章（1974年12月23日）[5]
- 劳动勋章（1969年）